# Saint-Hilaire-du-Bois (Gironde)
Saint-Hilaire-du-Bois is een gemeente in het Franse departement Gironde (regio Nouvelle-Aquitaine) en telt 89 inwoners (2009). De plaats maakt deel uit van het arrondissement Langon.

## Geografie
De oppervlakte van Saint-Hilaire-du-Bois bedraagt 4,4 km², de bevolkingsdichtheid is dus 20,2 inwoners per km².
De onderstaande kaart toont de ligging van Saint-Hilaire-du-Bois (Gironde) met de belangrijkste infrastructuur en aangrenzende gemeenten.

## Demografie
Onderstaande figuur toont het verloop van het inwonertal (bron: INSEE-tellingen).